# Université technique d'État de Mourmansk
L'université technique d'État de Mourmansk est l'établissement d'enseignement supérieur le plus important de l'oblast de Mourmansk en Russie. Elle a été fondée en 1950 à Mourmansk. Son recteur est actuellement M. S. A. Agarkov.

## Description
L'université regroupe cinq facultés et quatre instituts ou académie de marine, dans lesquels étudient plus de huit mille étudiants. Elle possède des établissements affiliés, situés à Apatity et à Poliarny, ainsi que l'institut technique de l'industrie de la pêche d'Arkhangelsk et le collège supérieur d'industrie de la pêche de Mourmansk.

## Historique

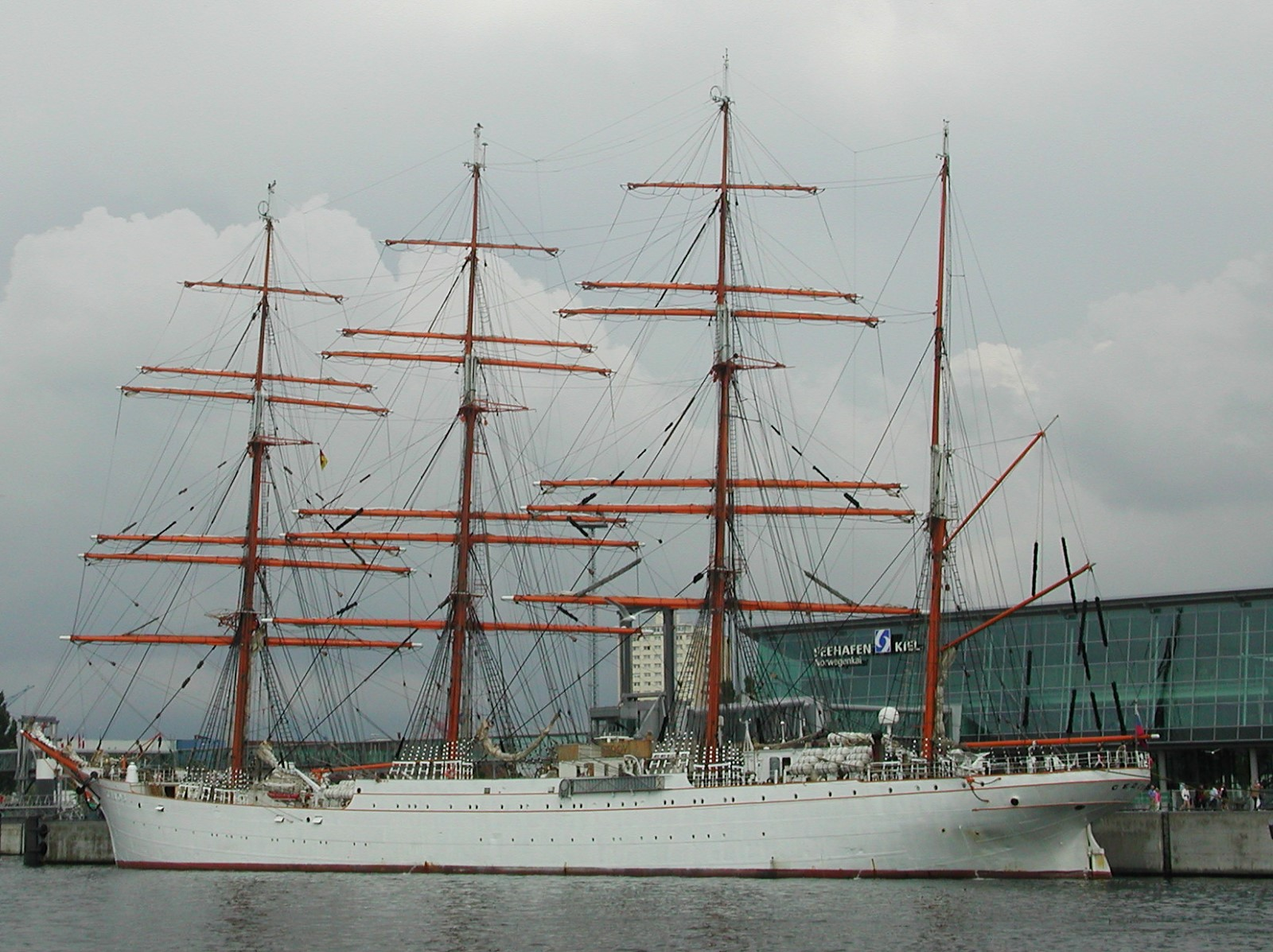
Photographie du quatre-mâts Sedov qui appartient à l'université technique de Mourmansk

L'université a été fondée en 1950 sous le nom d'école supérieure de la marine de Mourmansk, devenue en 1969 école supérieure d'ingénieurs de la marine de Mourmansk. Elle a reçu son nom actuel en 1996, après s'être appelée pendant quatre ans académie d'État de la flotte de pêche industrielle de Mourmansk.

## Facultés et instituts
- Académie de marine
- Faculté de qualification supérieure des cadres de commandement de la flotte
- Faculté de droit
- Faculté des technologies du secteur alimentaire et de biologie
- Faculté d'enseignement du soir et par correspondance
- Institut d'économie, d'administration et de relations internationales
- Institut polytechnique
- Institut d'enseignement à distance
- Institut de formation continue et d'enseignement professionnel

## Relations internationales
L'université est membre de l’Université de l'Arctique. UArctic est un réseau international d’universités, d’instituts de recherche et d’organisations ayant pour but de promouvoir, coordonner et soutenir la recherche ainsi que l’éducation en régions arctiques. Cependant, depuis le début de la guerre russo-ukrainienne, la collaboration a été interrompue.